# Repercussão geral
A repercussão geral é um requisito de admissibilidade do recurso extraordinário perante o Supremo Tribunal Federal do Brasil. Foi incluído no ordenamento jurídico brasileiro pela Emenda Constitucional 45 de 2004, conhecida como a “Reforma do Judiciário”. O objetivo desta ferramenta é possibilitar que o Supremo Tribunal Federal selecione os Recursos Extraordinários que irá analisar, de acordo com critérios de relevância jurídica, política, social ou econômica.
A repercussão geral não é somente mais um requisito de admissibilidade do RE. Para ser admitido o RE é necessário que o recurso acolha uma das seguintes questões a) contrariar dispositivo da Constituição do Brasil; b) declarar a inconstitucionalidade de tratado ou lei federal; c) julgar válida lei ou ato de governo local contestado em face da Constituição. d) julgar válida lei local contestada em face de lei federal; E, obrigatoriamente, necessita que haja repercussão geral demonstrada como preliminar formal (art. 1035, NCPC,).
O legislador brasileiro não conceituou o que seria a expressão "repercussão geral", mas demonstrou no Art. 1035 do Código de processo civil de 2015 que "será considerada a existência, ou não, de questões relevantes do ponto de vista econômico, político, social ou jurídico, que ultrapassem os interesses subjetivos da causa", ou seja, a questão suscitada não pode ser benéfica somente para o caso concreto proposto mas para o interesse da coletividade.
O uso desse filtro recursal resulta numa diminuição do número de processos encaminhados à Suprema Corte. Uma vez constatada a existência de repercussão geral, o STF analisa o mérito da questão e a decisão proveniente dessa análise será aplicada posteriormente pelas instâncias inferiores, em casos idênticos. A preliminar de Repercussão Geral é analisada pelo Plenário do STF, através de um sistema informatizado, com votação eletrônica, ou seja, sem necessidade de reunião física dos membros do Tribunal. Para recusar a análise de um RE são necessários pelo menos 8 votos, caso contrário, o tema deverá ser julgado pela Corte. Após o relator do recurso lançar no sistema sua manifestação sobre a relevância do tema, os demais ministros têm 20 dias para votar. As abstenções nessa votação são consideradas como favoráveis à ocorrência de repercussão geral na matéria. 
Se for reconhecida a repercussão geral, será determinada pelo relator a suspensão de todos os processos, sejam individuais ou coletivos que tratam daquele geral, o presidente ou o vice-presidente do tribunal de origem negará seguimento aos recursos extraordinários sobrestados na origem que versem sobre matéria idêntica. Ou seja, conforme a previsão do §8º do artigo 1.035 do CPC se for negada a repercussão geral, a presidência do Tribunal intermediário negará seguimento aos recursos extraordinários sobrestados na origem que versam sobre a matéria;